# Moszczanka (Opolské vojvodství)
Moszczanka (dříve Długomosty, česky Dlouhé Mosty, německy Langenbrück) je ves v jižním Polsku, v Opolském vojvodství, v okrese Prudník, ve gmině Prudník.

## Geografie
Ves leží v Opavské pahorkatině u úpatí Zlatohorské vrchoviny. Přes ves protéká řeka Zlatý potok (polsky Złoty Potok), levý přítok Prudníka.
K sołectwu (starostenství, šoltyství) Moszczanka patří Moszczanka-Kolonia, Osiedle, Trzebieszów a Siemków.

## Historie
Vesnice byla založena v XIV. století. V roce 1592 Metychové z Čečova získali zámek v Łące Prudnické, který se stal centrem jejich panství. V té době vlastnili také několik vesnic v okolí Prudníku, včetně Moszczanky.
Po válkách o rakouské dědictví (1740–1748) připadla vesnice Prusku, po druhé. světové válce se stalo součástí Polska.

## Vývoj počtu obyvatel
| Rok  | Počet obyvatel |
| ---- | -------------- |
| 1860 | 2270           |
| 1885 | 2190           |
| 1900 | 2093           |
| 1933 | 1960           |
| 1939 | 1897           |

| Rok  | Počet obyvatel |
| ---- | -------------- |
| 1940 | 1894           |
| 1998 | 1166           |
| 2002 | 1093           |
| 2009 | 1138           |
| 2011 | 1114           |

## Památky
- kaple z XIX. století
- Domu č. 112 a č. 65

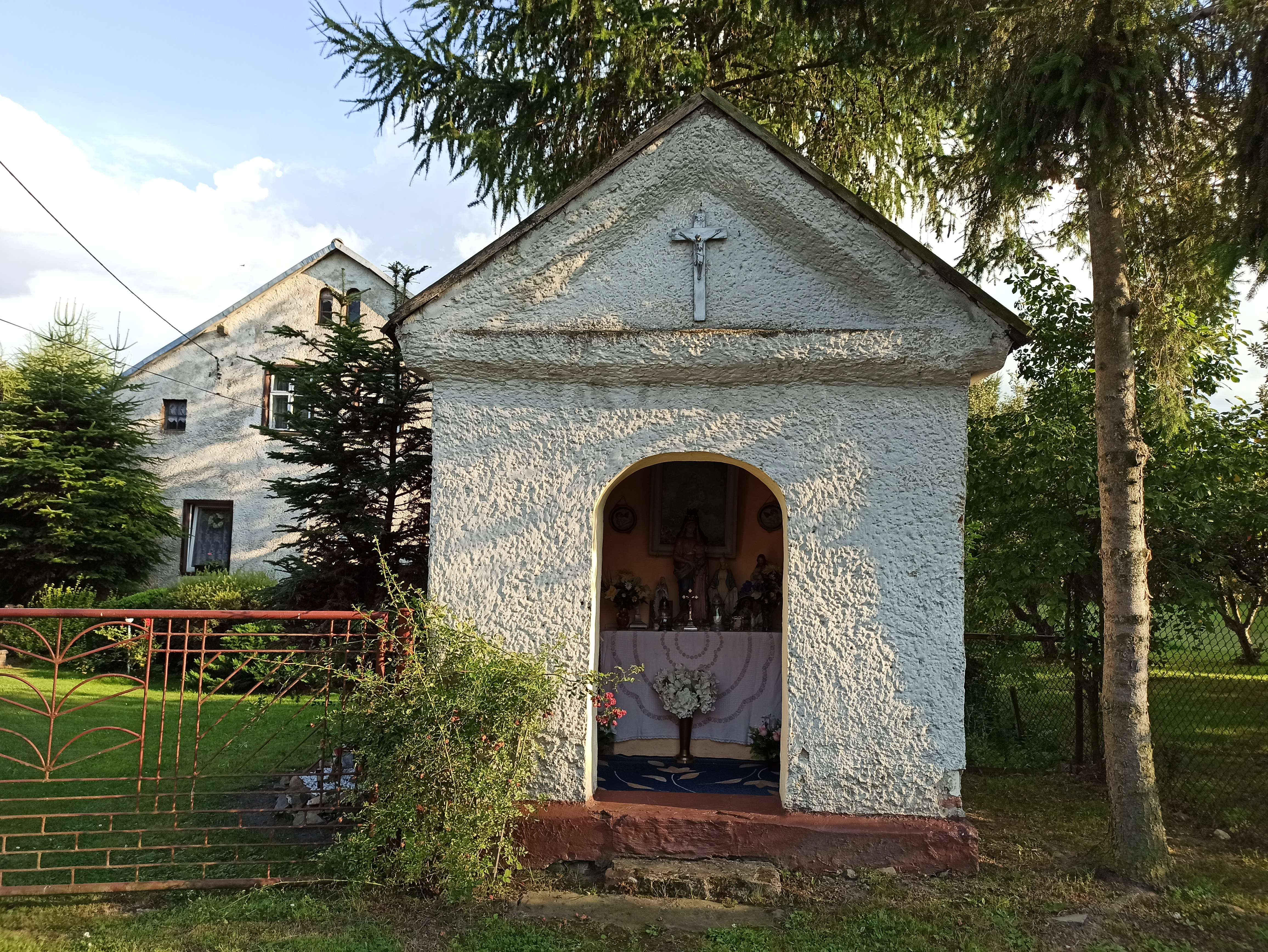
Kaplce
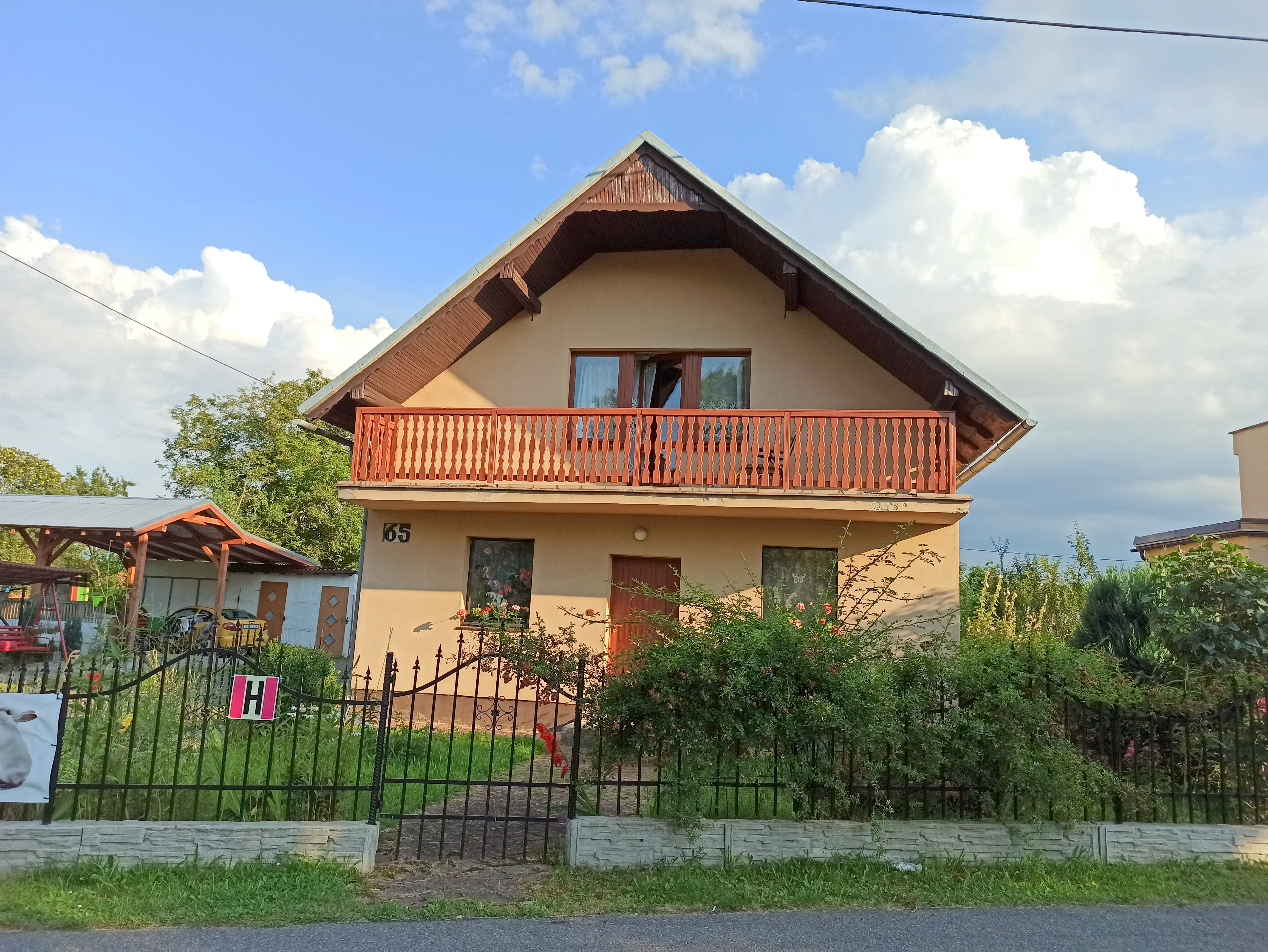
Dům č. 65

## Rodáci
- Johannes Soffner (1828–1905), katolický kněz, historik Slezska